# Plesiops auritus
Plesiops auritus es una especie de peces de la familia Plesiopidae en el orden de los Perciformes.

## Morfología
• Los machos pueden llegar alcanzar los 7,6 cm de longitud total.

## Distribución geográfica
Se encuentra desde Sri Lanka hasta la costa oeste de la Península de Malaca, la costa oeste de Sumatra y  Java.